# Акцентуація
Акцентуа́ція (від лат. accentus — наголос), акцентуа́ція хара́ктеру, акцентуа́ція особи́стості — особливість характеру (в інших джерелах — особистості) людини, що знаходиться в межах клінічної норми, при якій окремі його риси надмірно посилені, унаслідок чого виявляється вибіркова уразливість стосовно одних психогенних впливів при збереженні стійкості, адаптованості до інших. Акцентуації не є психічними розладами, але за певними своїми властивостями схожі з розладами особистості, що дозволяє робити припущення про наявність між ними зв'язку. Згідно з МКХ-10 класифікується як одна з проблем, пов'язаних з труднощами підтримки нормального способу життя (Z73).

## Історія поняття
Термін «акцентуація» в 1968 році ввів німецький психіатр Карл Леонгард, який вживав його у словосполученнях «акцентуйована особистість» і «акцентуйована риса особистості». Він описує акцентуації як надмірно посилені індивідуальні риси особистості, які мають тенденцією до переходу в патологічний стан в несприятливих умовах. Леонгард характеризує акцентуації як «відхилення від норми», але зауважує, що, на його думку, «населення Берліна — це на 50 % акцентуйовані особистості і на 50 % — стандартний тип людей». Він розробив також свою класифікацію акцентуацій, в якій можна бачити значний вплив психоаналітичних уявлень про типологію психічних розладів.
У 1977 році Андрій Євгенович Личко на основі робіт Леонгарда та класифікації психопатій Петра Борисовича Ганнушкіна розвинув концепцію і почав використовувати словосполучення «акцентуація характеру», вважаючи особистість надто комплексним поняттям для акцентуацій. Розроблена ним типологія має явну прив'язку до класифікації психопатій і, крім того, призначена тільки для підліткового віку.
У цей час, з переходом української психіатрії на МКХ-10, класифікація психопатій Ганнушкина морально застаріла, і акцентуації, для зручності роботи, часто класифікуються, виходячи з міжнародної типології розладів особистості, або з психоаналітичних типологій особистісних розладів, хоча такий підхід і не є строгим або визнаним науковим співтовариством.

## Сутність і межі поняття
Поняття «акцентуація» близьке до поняття «розлад особистості». Основною відмінністю є те, що три основні характеристики розладу особистості (вплив на всі сфери життя людини, стабільність у часі, соціальна дезадаптація) ніколи не присутні в акцентуації одночасно:
1. Акцентуйована людина може специфічно реагувати на специфічні психогенні впливи, але тільки на них, тоді як людина з розладом особистості на будь-які психогенні впливи реагує відповідно до особливостей свого розладу (вплив на всі сфери життя);
2. Акцентуації можуть найбільш яскраво проявлятися тільки протягом певного періоду життя людини (наприклад підліткового періоду) і зазвичай згладжуються з часом, тоді як для розладів особистості характерна поява на ранніх періодах життя і стабільність чи посилення проявів протягом життя (стабільність у часі);
3. Акцентуації можуть не призводити до соціальної дезадаптації взагалі або приводити до неї лише на нетривалий час, в той же час, розлади особистості заважають такій адаптації постійно (соціальна дезадаптація).

Хоча спеціально це звичайно не підкреслюється, можна бачити, що поняття «акцентуація» визначається через поняття «розлад особистості» («психопатія»), і вдруге стосовно нього. З тверджень Личко про відмінності акцентуацій від розладів особистості можна зробити висновок, що в усьому іншому вони схожі.
А. Є. Личко розробляв свою концепцію і діагностичні методи виключно для роботи з підлітками, через що іноді можна зустріти твердження інших авторів, що поняття акцентуації застосовується лише до підліткового віку. Однак сам він ніде не обмежує область застосування цього поняття, і говорить тільки про області застосування своїх теоретичних і практичних розробок.

## Ступені вираженості
А. Є. Личко виділяє два ступені вираженості акцентуацій:
- Явна акцентуація — крайній варіант норми. Акцентуйовані риси характеру досить виражені протягом усього життя. Компенсації не відбувається навіть при відсутності психічних травм;
- Прихована акцентуація — звичайний варіант норми. Акцентуйовані риси характеру виявляються в основному при психічних травмах, але не призводять до хронічної дезадаптації[1].

## Класифікація акцентуацій
За час існування поняття «акцентуація» було розроблено декілька типологій акцентуйованих особистостей. Перша з них (1968 рік) належить автору концепції, Карлу Леонгарду. Наступна класифікація була розроблена Андрієм Євгеновичем Личком 1977 року та здобула більшу популярність.